# Fagerfläcken
Fagerfläcken är en sjö i Ockelbo kommun i Gästrikland och ingår i Testeboåns huvudavrinningsområde. Sjön är 15 meter djup, har en yta på 0,663 kvadratkilometer och är belägen 252,1 meter över havet.

## Delavrinningsområde
Fagerfläcken ingår i det delavrinningsområde (676843-153195) som SMHI kallar för Ovan 676532-153305. Medelhöjden är 274 meter över havet och ytan är 13,18 kvadratkilometer. Det finns inga avrinningsområden uppströms utan avrinningsområdet är högsta punkten. Vattendraget som avvattnar avrinningsområdet har biflödesordning 2, vilket innebär att vattnet flödar genom totalt 2 vattendrag innan det når havet efter 74 kilometer. Avrinningsområdet består mestadels av skog (83 procent) och sankmarker (11 procent). Avrinningsområdet har 0,66 kvadratkilometer vattenytor vilket ger det en sjöprocent på 5 procent.